# مار شیری مکزیک
مار شیری مکزیک (نام علمی: Lampropeltis triangulum annulata) نام یک زیرگونه از گونه مار شیری است.